# Терликар, Анже
Анже Терликар (словен. Anže Terlikar, родился 30 ноября 1980 в Крани) — словенский хоккеист, левый нападающий хоккейного клуба «Есенице».

## Достижения
- Чемпион Словении: 2004/2005, 2005/2006, 2007/2008, 2008/2009, 2009/2010
- Победитель первого дивизиона чемпионата мира: 2007
- Серебряный призёр первого дивизиона чемпионата мира: 2009